# Сан Берардино (Кјети)
Сан Берардино (итал. San Berardino) је насеље у Италији у округу Кјети, региону Абруцо.
Према процени из 2011. у насељу је живело 98 становника. Насеље се налази на надморској висини од 251 м.